# محمد زویته
محمد زویته (انگلیسی: Mohamed Zouita؛ زادهٔ ۱۹۴۴) بازیکن فوتبال اهل مراکش بود.
وی به‌همراه تیم ملی فوتبال مراکش در بازی‌های المپیک تابستانی ۱۹۷۲ شرکت کرده‌است.